# Otto Brill (Politiker)
Otto Brill (* 22. Januar 1884 in Kassel; † 11. Juni 1934 ebenda) war ein deutscher Rechtsanwalt und Mitglied des Provinziallandtages der Provinz Hessen-Nassau.

## Leben
Otto Brill war als Rechtsanwalt in Kassel tätig und politisch engagiert. 1919 trat er als Spitzenkandidat der Deutschnationalen Volkspartei bei der Wahl zur Kasseler Stadtverordnetenversammlung an und war vom 2. März 1919 bis zum 4. Mai 1924 Stadtverordneter.
1921 erhielt er ein Mandat für den Kurhessischen Kommunallandtag des preußischen Regierungsbezirks Kassel bzw. für den Provinziallandtag der preußischen Provinz Hessen Kassel, wo er Mitglied des Hauptausschusses (1921) und des Rechnungsprüfungsausschusses (1923) war. 